# Meiszner Imre Oszkár
Meiszner Imre Oszkár (Pécs, 1867. október 10. – Eger, 1946. december 15.) egri főszékesegyházi karnagy, az egri érseki hittudományi főiskola ének- és zenetanára.

## Életútja
Meiszner Imre és Steiner Erzsébet fiaként született. Tanulmányait a Nemzeti Zenedében és a Zeneművészeti Főiskolán végezte, ahol középiskolai énektanári oklevelet nyert. 1893—tól 1908-ig a Jézus Szent Szíve-templom karnagya, 1902-től az egyetemi templom karnagya, a központi papnevelő, a premontrei „Norbertinum" tanárképző és az Angolkisasszonyok „Sancta Maria" intézetének énektanára volt. 1905-ben a Szent István-bazilika felszentelésével kapcsolatos istentiszteleteken énekkaraival többízben közreműködött. 1908-ban a Haynald-féle egyházzenei ösztöndíjat nyerte el. 1909-től az egri főszékesegyház karnagya és 1931-ig a Tanító- és Tanítónőképzőintézet ének- és zenetanára volt. 1918-tól 1944-ig az érseki papnevelőintézet, 1931-től pedig a hittudományi főiskola ének- és zenetanára. Több dalárdát is vezetett.
Szerzeményei (több mint ötszáz): egyházzenei művek: 18 mise, introitusok, gradualék, offertoriumok, communiok, rekviemek, motetták, orgonadarabok; világi művek: iskolai oratóriumok és színművek, melodrámák, dalok férfi-, vegyes- és nőikarra. Szerzeményeit a Magyar Rádió is közvetítette. Az Országos Magyar Cecilia Egyesület megalapításától (1898) annak jegyzője, később titkára, alelnöke, majd tiszteletbeli alelnöke volt. Számos felolvasást tartott és több szakcikke jelent meg. (Zenelap, Egyházi Zeneközlöny stb.).
1899. december 28-án Budapesten, a Józsefvárosban még szigorló orvosként feleségül vette Tót Júlia varrónőt. Miután megözvegyült, 1927. május 27-én Egerben házasságot kötött a nála 19 évvel fiatalabb, kolozsvári születésű Frank Margit főszékesegyházi énekesnővel.

## Művei
- A mi urunk Jézus Krisztus kínszenvedése és halála. Szövegkv. Bp., 1900.
- Elméleti énektan polg. fiú-, polg. leány-, felsőbb leány- és középisk. valamint tanítónőképző intézet számára. Bp., 1904.
- Ima- és énekkönyv. Írta Zsasskovszky Ferenc és Zsasskovszky Endre. 18. kiad. Átd. Zsasskovszky Józseffel. Eger, 1904.
- A choralis ének katekizmusa. Írta Suiter Birkle. Ford. Bp., 1907.